# Rocky Brook
Der Rocky Brook ist ein kleiner Fluss von 17 Kilometern Länge in New Jersey. Er ist ein linker Nebenfluss des Millstone River, der seinerseits in den Raritan River fließt.
Von seinem Quellgebiet in Millstone Township verläuft er in nordwestlicher Richtung, wobei er durch drei künstlich angelegte Dämme in den Perrinville Lake, den Etra Lake und den Peddie Lake gestaut wird, Überreste der industriellen Vergangenheit dieser Region.
Trotz zahlreicher Naturschutzmaßnahmen zur Verbesserung der Wasserqualität ist diese noch immer beeinträchtigt, vermutlich aufgrund von verschmutztem Regenwasser, das aus befestigten Bereichen des Einzugsgebiets in den Fluss gelangt und diesen trübt. Regen, der über befestigte Oberflächen abfließt, wird außerdem durch die höhere Temperatur der versiegelten Oberflächen erwärmt, fließt in den Fluss ab und erhöht so dessen Wassertemperatur. Dies reduziert den Sauerstoffanteil im Flusswasser und führt zum Absterben von Organismen.